# 赤道ギニア議会
赤道ギニア議会（せきどうギニアぎかい、スペイン語: Parlamento de Guinea Ecuatorial）は、赤道ギニアの立法府である。

## 概要
上院に相当する元老院と下院に相当する代議院の両院で構成する。1983年8月、初めての議会選挙を実施している。